# فرودگاه گردیل
فرودگاه گردیل (به انگلیسی: Gordil Airport) یک فرودگاه همگانی با کد یاتا GDI است که یک باند فرود خاک رس دارد و طول باند آن ۱۶۴۶ متر است. این فرودگاه در کشور جمهوری آفریقای مرکزی قرار دارد و در ارتفاع ۴۳۵ متری از سطح دریا واقع شده‌است.